# Zubački kabao
Zubački kabao je najviši od ukupno šest vrhova Orjena koji se izdižu iznad 1800 metara. 
Na vrhu, na 1894 metra nadmorske visine, otvaraju se široki vidici. Prema istoku razaznaju se razlomljeni planinski vrhovi prema granici s Albanijom, sasvim na suprotnom kraju Crne Gore. Još je upečatljiviji pogled na sjever, gdje se preko susjednog vrha - Vučjeg zuba, vidi masiv Durmitora: Boljske grede, Sljeme, Bandjernu, Prutaš i glavni vrh - Bobotov kuk. Vidik ka zapadu prikazuje morsku pučinu, ali i veliki dio južne Dalmacije s otokom Mljetom, kao najprepoznatljivijom točkom. Na jugu se ističe sjeverozapadna strana Subre, mjesto koje slovi za najzanimljiviji detalj primorskih Dinarida. 
Zubački kabao je omiljeno odredište brojnih skupina planinara i ostalih ljubitelja prirode. Najveći broj planinara izlazi na vrh u proljeće i ljeto kad na vrhu nema snijega.

## Vanjske poveznice
|  | Zajednički poslužitelj ima još gradiva o temi Zubački kabao |